# Iacopo Bussolari
Iacopo Bussolari (Pavia, 1312 – Ischia, 1380) è stato un religioso italiano appartenente all'Ordine Agostiniano eremitano.
Nel 1356 si mise a capo di una rivolta popolare che scacciò da Pavia i Beccaria e guidò i pavesi durante l'assedio posto alla città da Galeazzo II Visconti nel 1356. Successivamente, instaurò in città un regime repubblicano ispirato all'esperienza romana di Cola di Rienzo. Ma nel 1359, dopo che Pavia fu presa dai Visconti, venne imprigionato da Galeazzo Visconti.
Liberato nel 1373, si recò prima ad Avignone e poi ad Ischia, dove, ospite di suo fratello Bartolomeo Bussolari, vescovo dell'isola, si spense.